# San Catello (statua)
San Catello è una statua lignea custodita all'interno della concattedrale di Santissima Maria Assunta e San Catello a Castellammare di Stabia, nell'omonima cappella.

## Storia e descrizione
Una statua che raffigurasse il patrono di Castellammare di Stabia, san Catello, venne commissionata nel 1604 e consegnata il 16 gennaio 1609: da alcuni documenti è stato possibile risalire al nome del suo scultore, Giovanbattista, un'artista operante nelle botteghe napoletane tra la fine del XVI e l'inizio del XVII secolo. È stata anche avanzata l'ipotesi che potesse essere stata realizzata da Pietro Alemanno: tale ipotesi tuttavia è da scartare sia per i contrasti tra lo stile dell'artista e quella della statua, sia per il diverso periodo storico in cui è vissuto Pietro Alemanno e la data di realizzazione del San Catello. Nel corso degli anni la statua ha subito diversi restauri, come quelli del 2009 e nel 2019, anno in cui ne è stata realizzata una copia da adibire alle processioni. La statua infatti, il giorno della festa del santo, il 19 gennaio, e il giorno della festa civile, la seconda domenica di maggio, è portata in processione a spalla per le strade di Castellammare di Stabia. Proprio durante questi restauri si è accertato che la statua sia effettivamente del periodo in cui i documenti dicano sia stata realizzata. L'8 aprile 1906 la statua venne portata in processione durante l'eruzione del Vesuvio: secondo la tradizione, una volta giunti sulla spiaggia, un raggio di sole riuscì a penetrare tra le nubi di cenere illuminando il volto del santo; nonostante l'eruzione continuò il suo corso, la città stabiese venne risparmiata dalla pioggia di ceneri.
La statua è in legno e ha un'altezza di 93 centimetri per una larghezza di 90 e una profondità di 60. Raffigura un vecchio vescovo, con i tratti del viso marcato e in testa una mitra, in ginocchio su un doppio cuscino, nell'atto di pregare, e le mani incrociate sul petto che reggono il pastorale. Secondo monsignor Francesco di Capua, la statua sarebbe ispirata a un busto del XIV secolo, che a sua volta si rifaceva a una statua del VII-VIII secolo in stile bizantino.